# Mexico City policy
Als global gag rule (nach engl. Gag Rule, „man spricht nicht darüber“, direkte Übersetzung: Globale Knebel-Vorschrift) wurde die Mexico City policy (auch Mexico City gag rule), eine 1984 unter Präsident Ronald Reagan begonnene Policy in den Vereinigten Staaten, bekannt. Der Name Mexico City policy wurde wegen des Tagungsorts der damaligen Weltbevölkerungskonferenz gewählt.
Die Mexico City policy besagt, dass allen Nichtregierungsorganisationen (NGOs), die Informationen und Dienstleistungen bezüglich Schwangerschaftsabbrüchen anbieten oder sich auch nur befürwortend dazu äußern, die finanziellen Mittel der US-Regierung gestrichen werden. Der Erlass setzte die NGOs sehr unter Zwang, da die Zuwendungen der Regierung der Vereinigten Staaten den Hauptteil der für Familienplanungsorganisationen der Entwicklungsländer bereitgestellten Gelder ausmachen. Die Policy galt zunächst von 1984 bis 1993 und wurde von Bill Clinton im Januar 1993 außer Kraft gesetzt. Im Januar 2001 trat die Policy unter George W. Bush erneut in Kraft und wurde im Januar 2009 kurz nach der Regierungsübernahme von Barack Obama erneut beendet. Donald Trump setzte die Policy Im Januar 2017 wiederum in Kraft, allerdings ausgedehnt von auf Familienplanung spezialisierten Organisationen auf alle global im Gesundheitsbereich tätigen Organisationen. Joe Biden hob sie im Januar 2021 wieder auf. Donald Trump setzte sie wenige Tage nach seinem zweiten Amtsantritt im Januar 2025 wieder in Kraft. Auch daran lässt sich ablesen, dass die Republikanische Partei Pro-Life, die Demokratische Partei Pro-Choice ist. 
Die Mexico City policy wird heftig kritisiert, da sie Abtreibungen nicht verhindere. Im Gegenteil zwinge sie die NGOs, weniger über Familienplanung aufzuklären und weniger Verhütungsmittel zu verteilen. Mehr ungewollte Schwangerschaften, Abtreibungen und Todesfälle könnten die Folge sein.